# Max Casella
Maximilian Deitch (Washington D. C., 6 de junio de 1967), conocido artísticamente como Max Casella, es un actor estadounidense. Es conocido por sus papeles en las series de televisión Los Soprano, Doogie Howser, M.D., Boardwalk Empire, Vinyl, Tulsa King y como la voz de Daxter en el videojuego Jak and Daxter. 

## Biografía
Casella nació en Washington D. C., hijo de Doris Casella, trabajadora social, y David Deitch, columnista en un periódico. Por parte paterna tiene ascendencia judía de Polonia y Rusia, por parte materna tiene ascendencia italiana; su abuela era de Nápoles y su abuelo de Calabria. Creció en Cambridge, Massachusetts, donde asistió a la misma escuela que Traci Bingham y Matt Damon.
Su primer papel fue en un telefilme titulado Ephraim McDowell's Kentucky Ride (1981). Años más tarde, llegó a la serie de televisión The Equalizer, donde actuó en un episodio transmitido en 1988. Al año siguiente, participó en un episodio de la serie cómica Kate & Allie. Desde 1989 hasta 1993 interpretó a Vincent Delpino en la serie Doogie Howser, M.D. En 1992, interpretó a Racetrack Higgins en Newsies; la película estaba basada en los hechos sucedidos en 1899 cuando los vendedores de periódicos hicieron una huelga en contra de Joseph Pulitzer y William Randolph Hearst. En 1997, Casella hizo de Timón en la producción de Broadway de El rey león. También formó parte del musical The Music Man e hizo el papel del soldado Dino Paparelli en Sgt. Bilko.
Fue integrante del reparto de la exitosa serie Los Soprano desde la tercera temporada, interpretando a Benny Fazio. Otros de sus papeles incluyen a Paul Marco en el biopic Ed Wood (1994) de Tim Burton, el ratero de poca monta Nicky Shivers la comedia de gánsteres Analyze This (1999), Dick Howser en la miniserie The Bronx Is Burning (2007), el pingüino llamado Tip en La sirenita 2: regreso al mar (2000) y como Mack Steiner en Leatherheads (2008) de George Clooney. 
En 2010 participó en la serie de HBO Boardwalk Empire, interpretando al gánster Leo D'Alessio durante la primera temporada. Más tarde, en 2016, apareció en otra serie de la misma cadena, Vinyl, interpretando al director de la compañía discográfica Julie Silver, un papel que el creador de la serie Terence Winter escribió específicamente con Casella en mente.
Se casó con Leona Robbins en 2002 y tuvieron dos hijas, Mia y Gioia. La familia vive en Nueva York. Se separaron en 2018.

## Filmografía
- Doogie Howser, M. D. (1989-1993, 97 episodios)
- Newsies (1992)
- Ed Wood (1994)
- Sgt. Bilko (1996)
- Trial and Error (1997)
- Analyze This (1999)
- La Sirenita 2 (2000)
- Dinosaurio (2000)
- The Notorious Bettie Page (2005)
- Los Soprano (2001-2007, 29 episodios)
- The Bronx Is Burning (2007, cuatro episodios)
- Revolutionary Road (2008)
- Leatherheads (2008)
- Passione (2010)
- Boardwalk Empire (2010, siete episodios)
- Somewhere Tonight (2011)
- Mátalos suavemente (2012)
- Inside Llewyn Davis (2013)
- Blue Jasmine (2013)
- The Last of Robin Hood (2013)
- Fading Gigolo (2013)
- Oldboy (2013)
- Wild Card (2015)
- Vinyl (2016, 10 episodios)
- Live by Night (2016)
- The Night Of (2016)
- Wonder Wheel (2017)
- Night Comes On (2018)
- Late Night (2019)[7]
- Tulsa King (2022-?, 9 episodios)